# 戈夫城 (堪薩斯州)
戈夫城（英語：Gove City）是一個位於美國堪薩斯州戈夫縣的城市。同時該地也是戈夫縣的縣治。

## 地方資料
戈夫城的座標為38°57′28″N 100°29′19″W / 38.95778°N 100.48861°W，而該地的海拔高度為802米（即2631英尺）。根據2010年美國人口普查，該地共人口80人，而該地的面積約為0.63平方千米。